# ТВ Банат
ТВ Банат је регионална телевизија у Банату. Студио се налази у Вршцу. Основана је 1998. године од стране компаније Хемофарм, РТС-а и ЈАТ-а. Са емитовањем целокупног програма ради од 2007. године, када је и добила регионалну фреквенцију. Свој програм емитује 24 часа дневно. Емитује програм на српском и румунском језику. Емисије: Уз јутарњу кафу, Журнал на српском и румунском језику, Хектар, Критична тачка, Питајте доктора, Разговор са поводом, Спортска емисија, Насловна страна, Толеранција у школској клупи, Арт осврт.